# Риндич Алла Володимирівна
Риндич Алла Володимирівна (нар. 18 січня 1939, Київ) — член-кореспондент Національної академії наук України, доктор біологічних наук, професор, одна із фундаторів молекулярної біології в Україні.

## Біографічні дані
1964 — закінчила біологічний факультет Київського національного університету імені Тараса Шевченка за спеціальністю «Біохімія»
1963 — початок трудової діяльності в Інституті мікробіології і вірусології АН УРСР

### Посади
- 1963-1966 — старший лаборант, Інститут мікробіології і вірусології, АН УРСР
- 1966-1968 — молодший науковий співробітник, Інститут мікробіології і вірусології, АН УРСР
- 1968-1977 — молодший науковий співробітник, Інститут молекулярної біології і генетики (ІМБГ), АН УРСР
- 1977-1986 — старший науковий співробітник, ІМБГ, АН УРСР

- 1986-1989 — провідний науковий співробітник, ІМБГ, АН УРСР
- 1989-1992 — завідувачка лабораторією молекулярної онкогенетики, Інститут молекулярної біології і генетики НАН України

Із 1992 — завідувачка відділом функціональної геноміки, ІМБГ НАН України

### Наукові ступені та звання
- 1971 — кандидат біологічних наук, Інститут біохімії імені О. В. Палладіна АН УРСР, дисертація з теми «Властивості ДНК ядерного поліедроза тутового шовкопряда»
- 1990 — доктор біологічних наук, Інститут молекулярної біології і генетики АН УРСР, дисертація з теми «Структура та експресія вірусу саркома Рауса у клітинах неспецифічних хазяїв»
- 1995 — 2004 — професор кафедри молекулярної біології Київського національного університету імені Тараса Шевченка
- 1997 — член-кореспондент НАН України за спеціальністю «молекулярна біологія»

### Членство
- 1989 — член Європейської асоціації з дослідження раку (EACR)
- 1991 — Організації вивчення геному людини (HUGO)
- 1994 — Комітету Європейської асоціації з дослідження раку (EACR)
- 2005 — редколегії журналу «Gene» (USA)
- 2009 — член редколегії журналу «Biopolymers and Cell» (Україна)

### Нагороди
- 2004 — Премія НАН України імені С. М. Гершензона за цикл наукових праць «Структура і експресія еукаріотичних і вірусних генів»

## Участь у проектах

### Проекти Національної академії наук України
- 2012–2016 N 2.2.4.23 проект: «Роль білок-білкових взаємодій у перебігу ряду фізіологічних та патологічних процесів» (науковий керівник — А. В. Риндич)
- 2012–2013 НАН України та РФФД N Р1/2012 проект: «Пошук та характеристика адапторних білків еукаріот, які взаємодіють із транскрипційним та ремоделюючими хроматин комплексами» (науковий керівник — А. В. Риндич)
- 2010–2014 N 20/12 проект: «Виготовлення нанокон'юнгантів для високочутливої детекції у плазмі крові біомаркерів ранніх стадій нейродегенеративних та онкологічних захворювань» (науковий керівник — А. В. Риндич)
- 2010–2014 N 37/12 проект: «Функціональна характеристика нового прогностичного маркера раку молочної залози ITSN2» (науковий керівник — А. В. Риндич)
- 2010–2014 N 113/12-Н проект: «Розробка високочутливої тест-системи для детекції нейрональних маркерів хвороби Альцгеймера в плазмі крові на основі нанокон'югатів» (науковий керівник — А. В. Риндич)

### Проекти Державного фонду фундаментальних досліджень (ДФФД)
- 2011–2013 Державна ключова лабораторія молекулярної та клітинної біології N46/457 проект: «Молекулярні механізми клітинного сигналінгу в нормі і в умовах патології: фокус на іонні канали»
- 2010–2013 N Ф33.4/001 Project: «Ідентифікація перспективних молекулярних біомаркерів для моніторингу нейродегенеративних та онкологічних захворювань людини» (науковий керівник — М. А. Тукало)

## Співробітництво
Риндич Алла Володимирівна отримала широке визнання міжнародної наукової спільноти. Співпрацювала з провідними закордонними науковими центрами Франції, Чехії, США, Італії, Німеччини, Китаю. Як запрошений професор читала курс лекцій у Новій Зеландії.

### Українські організації
- Інститут біохімії імені О.В. Палладіна НАН України
- Інститут фізіології імені О. О. Богомольця НАН України
- Інститут нейрохірургії імені А. П. Ромоданова НАМН України
- Національний університет «Львівська політехніка»
- Національний інститут раку (Україна)
- Інститут урології НАМН України

### Зарубіжні організації
- Інститут біології гена РАН, Москва, Росія
- Каролінський Інститут, Стокгольм, Швеція
- Інститут Жака Моно, Париж, Франція
- Інститут Раку Густава Руссі, Франція
- Інститут клітинної та інтегративної нейронауки CNRS, Страсбург, Франція
- Міжнародний інститут молекулярної і клітинної біології ПАН, Варшава, Польща

## Науковий доробок
Риндич Алла Володимирівна є автором близько 350 наукових праць, у тому числі 1 монографія, 2 авторських свідоцтва на винаходи.